# Ladjak
Ladjak (signifiant "voile" en chamorro) désigne un type de pirogues à balancier unique (" proas ") équipées d'une voile utilisé par le peuple autochtone chamorro des îles Mariannes. Le terme désigne également les deux voiles tissées à partir de feuilles de pandanus.  
Ce type de navire comprend le très grand sakman (généralement connu sous le nom de "proas volant" dans les archives historiques), le lelek légèrement plus petit, le duding de taille moyenne et le petit duduli . Il exclut le panga et le galaide', qui n'étaient pas équipés de voiles. 